# Curnier
Curnier (en francès Curnier) és un municipi francès situat al departament de la Droma i a la regió d'Alvèrnia-Roine-Alps. L'any 2007 tenia 213 habitants.

## Demografia

### Població
El 2007 la població de fet de Curnier era de 213 persones. Hi havia 91 famílies de les quals 22 eren unipersonals (13 homes vivint sols i 9 dones vivint soles), 30 parelles sense fills, 26 parelles amb fills i 13 famílies monoparentals amb fills.
La població ha evolucionat segons el següent gràfic:
Habitants censats

### Habitatges
El 2007 hi havia 136 habitatges, 91 eren l'habitatge principal de la família, 35 eren segones residències i 10 estaven desocupats. 124 eren cases i 12 eren apartaments. Dels 91 habitatges principals, 59 estaven ocupats pels seus propietaris, 26 estaven llogats i ocupats pels llogaters i 7 estaven cedits a títol gratuït; 1 tenia una cambra, 2 en tenien dues, 14 en tenien tres, 26 en tenien quatre i 48 en tenien cinc o més. 63 habitatges disposaven pel capbaix d'una plaça de pàrquing. A 52 habitatges hi havia un automòbil i a 36 n'hi havia dos o més.

### Piràmide de població
La piràmide de població per edats i sexe el 2009 era:
| Homes | Edats   | Dones |
| ----- | ------- | ----- |
| 0     | 95 o +  | 0     |
| 0     | 90 a 94 | 0     |
| 0     | 85 a 89 | 0     |
| 0     | 80 a 84 | 0     |
| 0     | 75 a 79 | 4     |
| 12    | 70 a 74 | 8     |
| 4     | 65 a 69 | 4     |
| 0     | 60 a 64 | 8     |
| 0     | 55 a 59 | 0     |
| 0     | 50 a 54 | 0     |
| 0     | 45 a 49 | 4     |
| 12    | 40 a 44 | 16    |
| 16    | 35 a 39 | 8     |
| 20    | 30 a 34 | 8     |
| 0     | 25 a 29 | 4     |
| 0     | 20 a 24 | 0     |
| 4     | 15 a 19 | 4     |
| 4     | 10 a 14 | 0     |
| 8     | 5 a 9   | 4     |
| 8     | 0 a 4   | 8     |

## Economia
El 2007 la població en edat de treballar era de 138 persones, 101 eren actives i 37 eren inactives. De les 101 persones actives 88 estaven ocupades (51 homes i 37 dones) i 13 estaven aturades (5 homes i 8 dones). De les 37 persones inactives 14 estaven jubilades, 11 estaven estudiant i 12 estaven classificades com a «altres inactius».

### Ingressos
El 2009 a Curnier hi havia 78 unitats fiscals que integraven 195,5 persones, la mediana anual d'ingressos fiscals per persona era de 15.713 €.

### Activitats econòmiques
Dels 11 establiments que hi havia el 2007, 1 era d'una empresa extractiva, 6 d'empreses de construcció, 1 d'una empresa de transport, 2 d'empreses d'hostatgeria i restauració i 1 d'una empresa d'informació i comunicació.
Dels 3 establiments de servei als particulars que hi havia el 2009, 1 era un paleta, 1 lampisteria i 1 electricista.
L'any 2000 a Curnier hi havia 12 explotacions agrícoles que ocupaven un total de 132 hectàrees.

## Equipaments sanitaris i escolars
L'únic equipament sanitari que hi havia el 2009 era un centre de salut.
El 2009 hi havia una escola elemental integrada dins d'un grup escolar amb les comunes properes formant una escola dispersa.

## Poblacions més properes
El següent diagrama mostra les poblacions més properes.